# Philippe Cassou-Noguès
Pour les articles homonymes, voir Cassou, Nogues et Cassou-Noguès.
Philippe Cassou-Noguès (né en 1944 à Paris) est un mathématicien français, qui traite de la théorie algébrique des nombres, d'arithmétique, de géométrie. Il est professeur à l'Université de Bordeaux.

## Carrière
Cassou-Noguès obtient en 1977, sous la direction de Jacques Martinet à l'Université de Bordeaux I, son doctorat, avec une thèse intitulée Structure galoisienne des anneaux d’entiers. En tant que chercheur postdoctoral, il part, en 1980, à l'Institute for Advanced Study.
Il est chercheur invité au Mathematical Sciences Research Institute (MSRI), Institut des hautes études scientifiques (IHES), à l'Université de Manchester, à Harvard, Augsbourg (auprès de Jürgen Ritter), à l'Université complutense de Madrid, au King's College de Londres (Albrecht Fröhlich) et à Genève.
En 1983, il a prouvé, avec Martin Taylor, une conjecture d'Albrecht Fröhlich sur la structure hermitienne du module de Galois des entiers d'une extension galoisienne de corps de nombres.
Il est marié avec la mathématicienne Pierrette Cassou-Noguès, spécialiste de théorie des nombres.

## Publications
- avec Martin J. Taylor: Ring of integers and elliptic functions. Birkhäuser, Progress in Mathematics, 1987
- avec Martin Taylor: Local root numbers and hermitean Galois modules structure of rings of integers. Dans: Annales De Mathématiques. n°263, 1983, pp 251-261
- Arithmétique des extensions faiblement ramifiées
- Bases normales d'entiers et multiplication complexe
- Classes d'idéaux de l'algèbre d'un groupe abélien
- Elliptic functions and rings of integers
- Fonctions elliptiques et génération d'anneaux d'entiers
- Résolvantes elliptiques et éléments de Stickelberger
- Sommes de Dedekind et périodes de formes modulaires de Hilbert
- Structure galoisienne des anneaux d'entiers
- Sur la construction à noyau d'ordre p des p-extensions galoisiennes

## Liens
- Notices d'autorité :   - VIAF
  - ISNI
  - BnF (données)
  - IdRef
  - LCCN
  - GND
  - Pays-Bas
  - Israël
  - NUKAT
  - Suède
  - Norvège
- Page d'accueil de l'Université de Bordeaux1